# Nagmachon
Nagmachon  (hebrejsky  נגמח‎) je těžký obrněný transportér na pásovém podvozku, který je ve výzbroji Izraelských obranných sil (IDF). Jeho původ lze dohledat až k tankům Centurion, které Izrael předělal do obrněných transportérů Nagmashot. Z transportérů Nagmashot vznikly dalšími přestavbami obrněné transportéry Nakpadon a Nagmachon. 

## Popis
Nagmachon využívá podvozek tanku Centurion, který byl na spodní části zesílen, aby lépe odolával minám. Bylo u nich posíleno  pasivní pancéřování a přidáno reaktivní pancéřování pro lepší ochranu osádky. První verze Nagmachonů byly vybaveny věžičkou s trojicí štítů pro ochranu posádky. U novějších jsou vybaveny částečně prosklenou nerotující nástavbou, která by měla posádce umožnit bezpečný rozhled do okolí. Nagmachony rovněž využívají představný "pancíř", což je mřížová konstrukce, která je předsazená před částmi transportéru. Tato konstrukce pomáhá chránit vozidla, před kumulativními zbraněmi. Prostor pro převážený výsadek se nachází v místě, kde byla věž. Převážené mužstvo opouštělo transportér po vrchní straně. Pro jeho dodatečné krytí při vysazování je podobně jako u Nagmashotu na bocích trojice sklopných panelů. K vozidlům Nagmachon je možné připojovat buldozerové radlice a odminovací zařízení. Kromě kulometů FN MAG jsou Nagmachony vybaveny čtveřicí granátometů IS-10. Vozidla byla také vybavena rušičem Shalgon, určeným k blokování rádiových signálů, používaných k odpalování improvizovaných výbušných zařízení.

## Nasazení
Byl navržen jako obrněný transportér pro ženijní jednotky, kde měl pomáhat s čištěním cest a jako podpůrné vozidlo pro jinou techniku. Sloužil u ženijních jednotek v oblasti jižního Libanonu. V této roli byl nahrazen v 90. letech izraelským ženijním prostředkem Puma. Pak našel využití jako obrněný transportér pro pěchotu.
K nasazení Nagmachonu došlo například během druhé intifády. Izraelské ozbrojené síly je nasadily v oblastech Judska, Samařsko a pásmech Gazy. Jsou používány při převozech pěchoty přes palestinská území. Používají se při doprovodech buldozerů IDF Caterpillar D9 a IDF Caterpillar D10.
Nástavba na trupu, jej předučuje pro použití v městském prostředí. 

## Varianty
- Nagmapop – průzkumné vozidlo
- Spojovací vozidlo[6]